# 氣動式 (槍械)

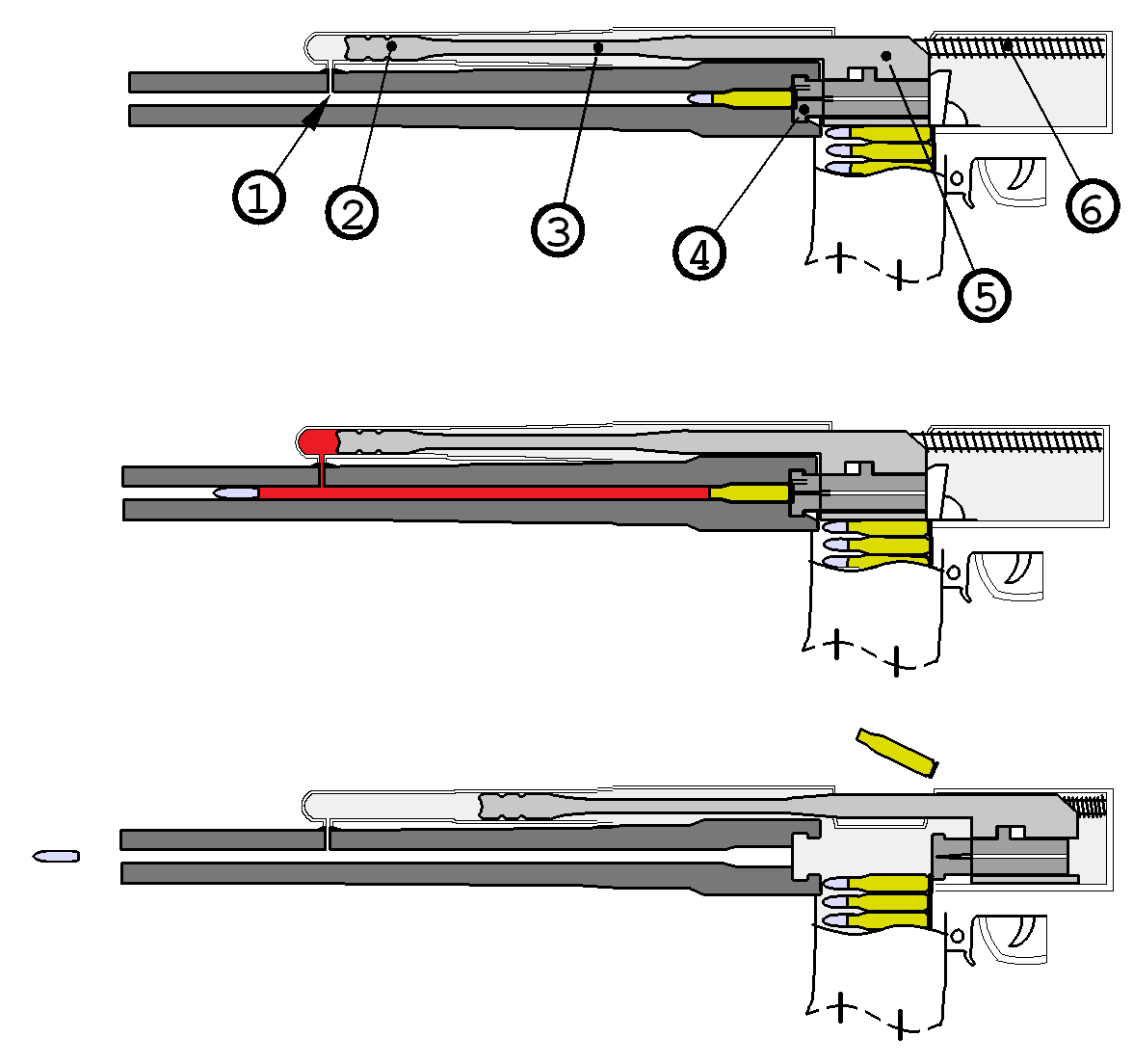
活塞傳動式說明：1.導氣孔、2.活塞、3.活塞連桿、4.槍機、5.槍機連桿總成、6.覆進簧

M16的直接導氣式動作原理與方式。

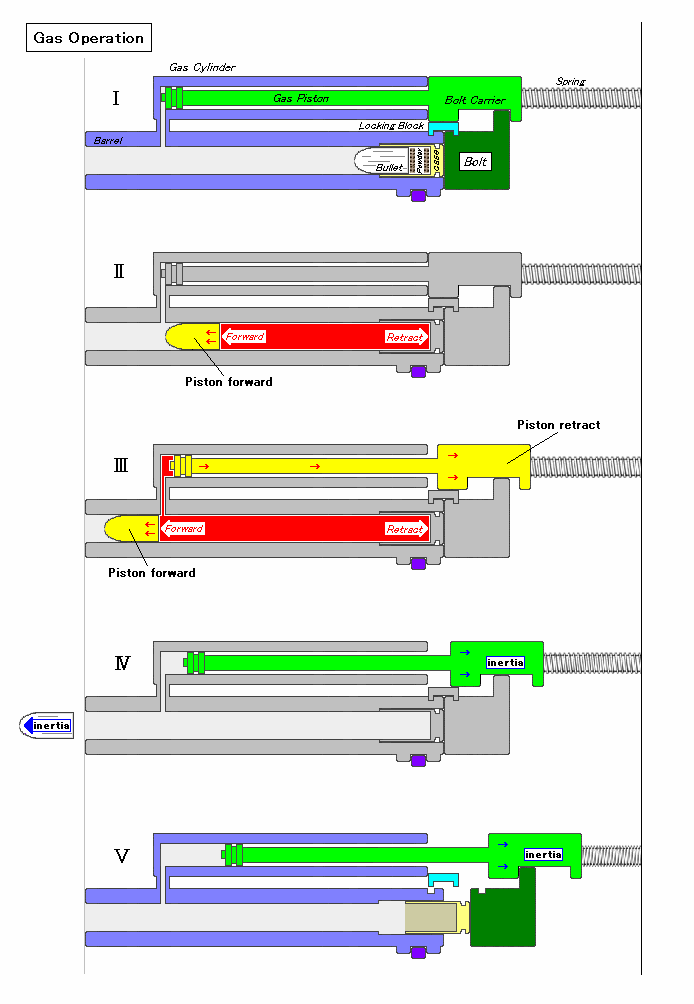
活塞傳動式動作過程示意圖

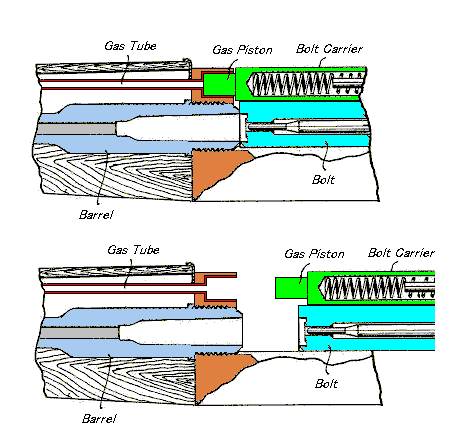
瑞典 AG42-Ljungman 直接導氣式系統示意圖

AR-18突擊步槍的短行程活塞傳動原理

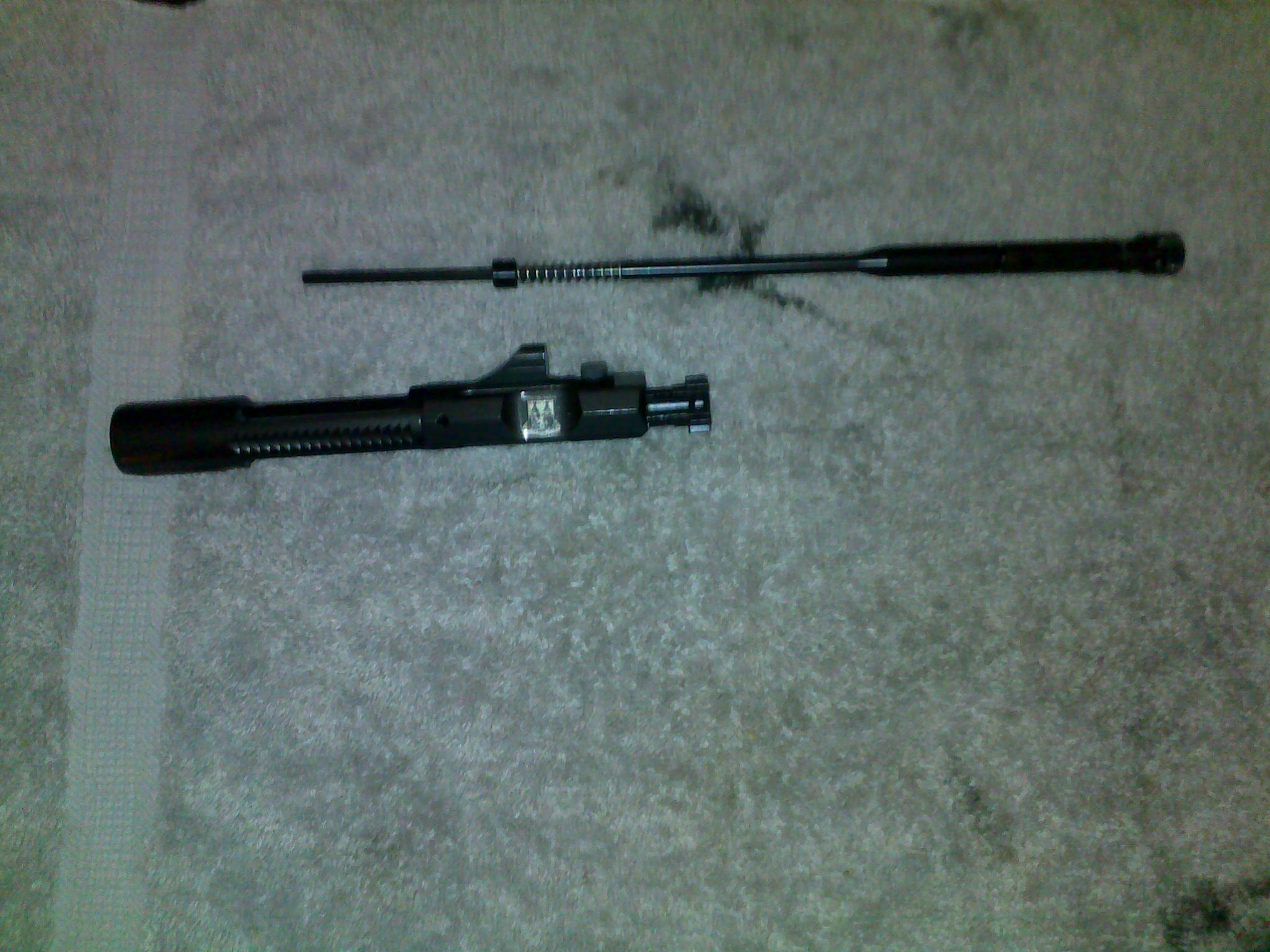
AR 系步槍短行程活塞傳動系統（Short stroke gas piston）

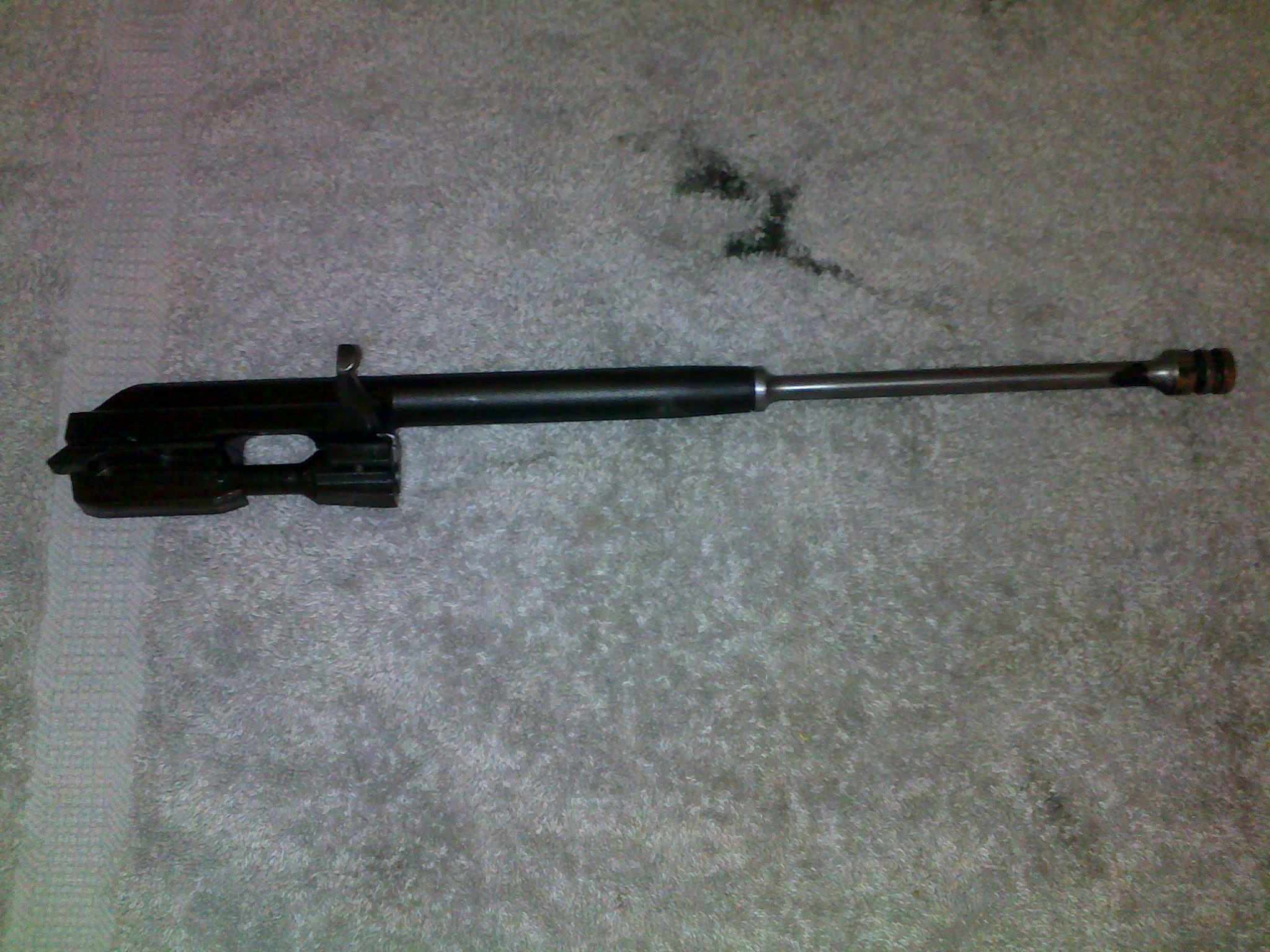
AK系步槍長行程活塞傳動系統（ Long stroke gas piston）

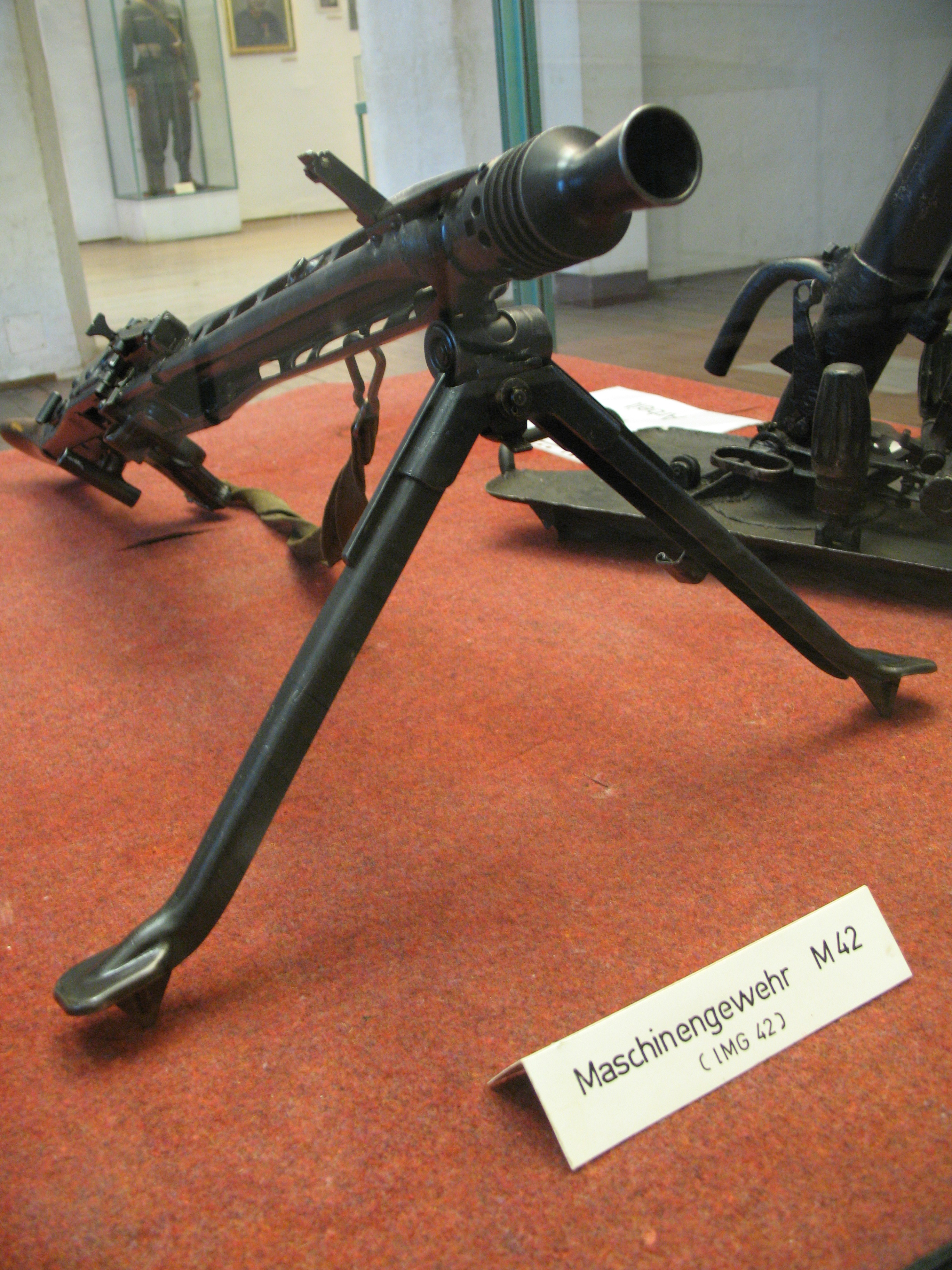
MG42機槍，槍口制退器/槍口增壓器後面看到許多圓孔，這些就是將高壓氣體排出的地方

圖五 槍口增壓器作用示意圖

氣動操作（Gas-operated reloading）又稱氣體傳動式是一種槍機運作的原理與方式，其原理為利用子彈中的發射藥於擊發後所產生的高壓氣體經過槍管上的導孔來推動連結槍機的結構，例如活塞與活塞連桿，或者是導氣管（Gas Tube）與增壓器，以完成槍機的開鎖/閉鎖，退殼與進彈。換言之，子彈產生的高壓氣體就是槍枝與槍機自動／半自動運作的來源；近代自動槍械多數採用氣體傳動式。另兩種自動槍械運作方式分别是後座作用與反沖作用。

## 氣動操作原理分類
氣動操作依照原理與不同槍枝的機械設計方式有分為四種五類：
- 第一種是依賴活塞原理進行槍機運作的方式，亦即透過導流使氣體推動活塞，活塞連動槍機，透過這一串的程序完成槍枝的自動／半自動運作。然而活塞的運作以行程為主，以行程移動距離的長短劃分，而非以活塞的重量或者大小劃分。
- 第二種是利用“收集”子彈的高壓氣體之後再導流進入氣缸推動活塞或整個槍管連動到槍機進行完成槍枝的自動／半自動運作。
- 第三種是利用第二種“收集”氣體的原理進行推動槍管連動槍機完成槍枝的自動／半自動運作。
- 最後一種是經由導氣管導流氣體向後“吹送”槍機完成槍枝的自動／半自動運作。

目前大概可以分為：
1. 短行程活塞傳動式（Short stroke gas piston）
2. 長行程活塞傳動式（Long stroke gas piston）
3. 氣井集氣操作（Gas trap）
4. 槍口增壓器（Muzzle booster）
5. （Direct impingement；也稱為Direct Gas Action）

### 活塞原理

#### 短行程活塞傳動
這是最常見的氣體傳動式系統，由美國槍械設計師大衛·馬歇爾·威廉姆斯（1921年因二級謀殺罪獲刑30年，在獄中獲減刑於1929年出獄，他的發明和M1卡賓槍的操作有關）所發明。原則上活塞行程不會大於活塞本體的長度，因此在結構上重量也比較輕。此外由於活塞的運動範圍不大，因此不會造成槍枝重心嚴重的前後位移，對於射擊時的穩定度有很大的幫助。目前採用短行程活塞設計的槍枝例如美國M1卡賓枪、AR-18突擊步槍、中華民國T65突擊步槍、T86戰鬥步槍、T91戰鬥步槍、英國SA80槍族、新加坡SAR 80突擊步槍、德國HK G36突擊步槍、HK416突擊步槍、HK417自動步槍、比利時FN F2000突擊步槍FN SCAR突擊步槍、中華人民共和國95式自動步槍、03式自動步槍和QBZ-191自動步槍。

#### 長行程活塞傳動
顧名思義長行程活塞傳動式的行程遠大於活塞長度，值得注意的是在這種設計中活塞與氣缸的體積也代表氣體的留滯時間比短行程活塞的氣體留滯時間長，因此以相對的角度來說氣體推動活塞的導孔必須要接近槍口的位置，然後導引氣體回傳給活塞再向後透過連動的結構推動槍機。這個必須靠近槍口的設計原因是因為如果氣體導氣孔往槍機的方向靠近會提前排出推動彈頭的氣體以致於降低彈頭的威力。相對地來說長行程活塞結構的重量也比短行程活塞結構較重，不過在結構上比較牢固，因此運用在輕機槍及中型機槍等全自動武器上。例如白朗寧自動步槍、M1加蘭德步槍、布倫輕機槍，以及現代的AK系列、大宇K2突擊步槍和HCAR戰鬥步槍。

### 氣井集氣操作
這種氣动操作的方式說穿了比活塞傳動多了一個畫蛇添足的“集氣”動作（見 （页面存档备份，存于）），亦即槍枝實際上有兩個槍口；第一個槍口是槍管本身的槍口，第二個槍口就是“集氣杯”本身。當子彈的高壓氣體將彈頭送出槍口時會先經過這個槍口與集氣杯中間的空間，由於氣體是朝四面八方壓力低的空間擴散，因此這個空間就會不斷地湧入氣體。
集氣杯會讓彈頭飛出但是藉由高壓氣自然擴散的特性將氣體進行「收集」，甚至是「捕捉」的功能。氣體持續湧入集氣杯與槍管的空間內就會形成壓力擠壓集氣杯與槍管，然而集氣杯都是採取固定的設計，因此高壓氣只能推動能夠移動的部分，剛好就是槍管。於是槍管被氣體向後推，槍管下方的連桿也就被拉直，連桿尾端有個曲弧狀槓桿就會因為被槓桿拉直的關係向後抵推槍機組，而完成槍機的開鎖／閉鎖，退殼與進彈。
前面所描述的是丹麥一位索倫·邦（Soren H. Bang）在1904年的發明專利，儘管經過索倫·邦自己大力宣傳與促銷，然而索倫·邦在設計時考慮到結構會因為複雜化而增加額外的重量，因此特意減輕槍管的重量來維持整體重量在適當的範圍內，不幸卻變成他自己設計與專利上的致命傷。在美國陸軍的測試中，很快就發現因為槍管太薄以致於全自動射擊時，槍管就升溫到難以握持的程度；雖然索倫·邦的設計在其他測試方面都有不錯的評價，但是最後仍然沒有被採用為制式步槍。
至於M1加蘭德步槍在1936年初期成為美國陸軍制式裝備時也是採取氣井集氣操作的裝置，這種最早期採用氣井集氣杯設計的M1步槍只生產約4萬8千把左右，因此也被稱為"Gas Trap" Garand。然而進入部隊服役後常常引起操作與結構上的故障，導致部隊普遍認為風評不佳，迫使J·C·加蘭德在1939年重新變更設計，修改成長行程活塞傳動式，才使得M1步槍獲得喬治·巴頓將軍評價它是“曾經出現過的最了不起的戰鬥武器”（Greatest battle implement ever devised）。 （页面存档备份，存于）
目前這種設計與槍枝操作方式已經退出歷史舞台，沒有槍枝再採用。

### 槍口增壓器
槍口增壓器類似將短行程活塞傳動與氣井集氣裝置再整合在一起，以圖五來說就是當子彈的高壓氣從槍口擴散而出之後又遭到集氣杯的攔阻。不同於氣井的集氣杯在於增壓器集氣杯的杯口朝槍機方向，杯底才是槍口，槍口增壓器則是杯口兼槍口。當高壓氣擴散於集氣杯中後就會四處推動壓力小或無法承受壓力的部分；槍管就是被設定為無法承受壓力的部分，因此被氣體向後推送，而槍管連動槍機完成開鎖／閉鎖，退殼與進彈。至於擴散的氣體在推動槍管之後很快就被充作氣閥門的槍口後退開啟擴散孔而排出，亦即氣體直接導氣式進行推動與滯留的時間相當短，這也是用來區別氣井集氣操作與槍口增壓器操作原理的區別方法。
基本上採用這種氣動操作方式的主要都是機槍，例如MG42通用機槍、維克斯機槍以及马克沁机枪。儘管大部分資料指出這些機槍都是用後座力進行槍械與槍機的操作，實際上如果沒有槍口增壓器的協助，這些機槍的射速就無法進一步提高，性能也就無法充分發揮甚至可靠（reliability）。

### 氣體直接傳動式
氣體直接傳動式就是捨去一般活塞傳動所需的活塞、汽缸、連桿等零件，直接將高壓氣體經由導氣管導流氣體直接向後“吹送”槍機完成槍枝的自動/半自動運作。最早採用這種設計的槍枝例如有瑞典的Ag M/42半自動步槍、法國的MAS-49半自動步枪，以及後來的美國的M16突擊步槍、韓國的K1卡賓槍、中華人民共和國的CQ突擊步槍、伊朗的海白爾KH2002突擊步槍。缺點在於高壓氣體被傳導回機匣內部，使槍機開鎖退殼的同時，也會因為氣體本身的高熱，造成機匣內部潤滑槍機的潤滑油加速蒸發、乾燥，使其失去潤滑效果。
由於導氣管必須維持很小的直徑讓氣體維持足夠壓力推動槍機後退開鎖，因此如果子彈的推進火藥品質不好的話，則易造成導氣管與槍機產生嚴重的積碳，進而容易導致槍機不正常運作，發生閉鎖不全的情形。而這也是為何M16步槍系列在防塵蓋/拋殼擋板後方有個槍機復進助推器設置的原因——具體来说，AR-15步槍的拉機柄只能拉動槍機不能将其推回，所以才會设置這個助推器，跟是不是導氣管式没有關係（如HK G41突擊步槍、HK416突擊步槍、HK417自動步槍也有同樣的設計），另外也沒有相關的統計資料證明這個槍機復進助推器的使用率。

## 備註
1. ↑  「Gas Trap」Garand的照片請參閱https://www.m1garandforum.com/forum/steel-warriors/gas-trap-garands/20311-gas-trap-parts-collection